# Lenzerwische
Lenzerwische é um município da Alemanha, situado no distrito de Prignitz, no estado de Brandemburgo. Tem 41,94 km² de área, e sua população em 2019 foi estimada em 455 habitantes.